# Arén

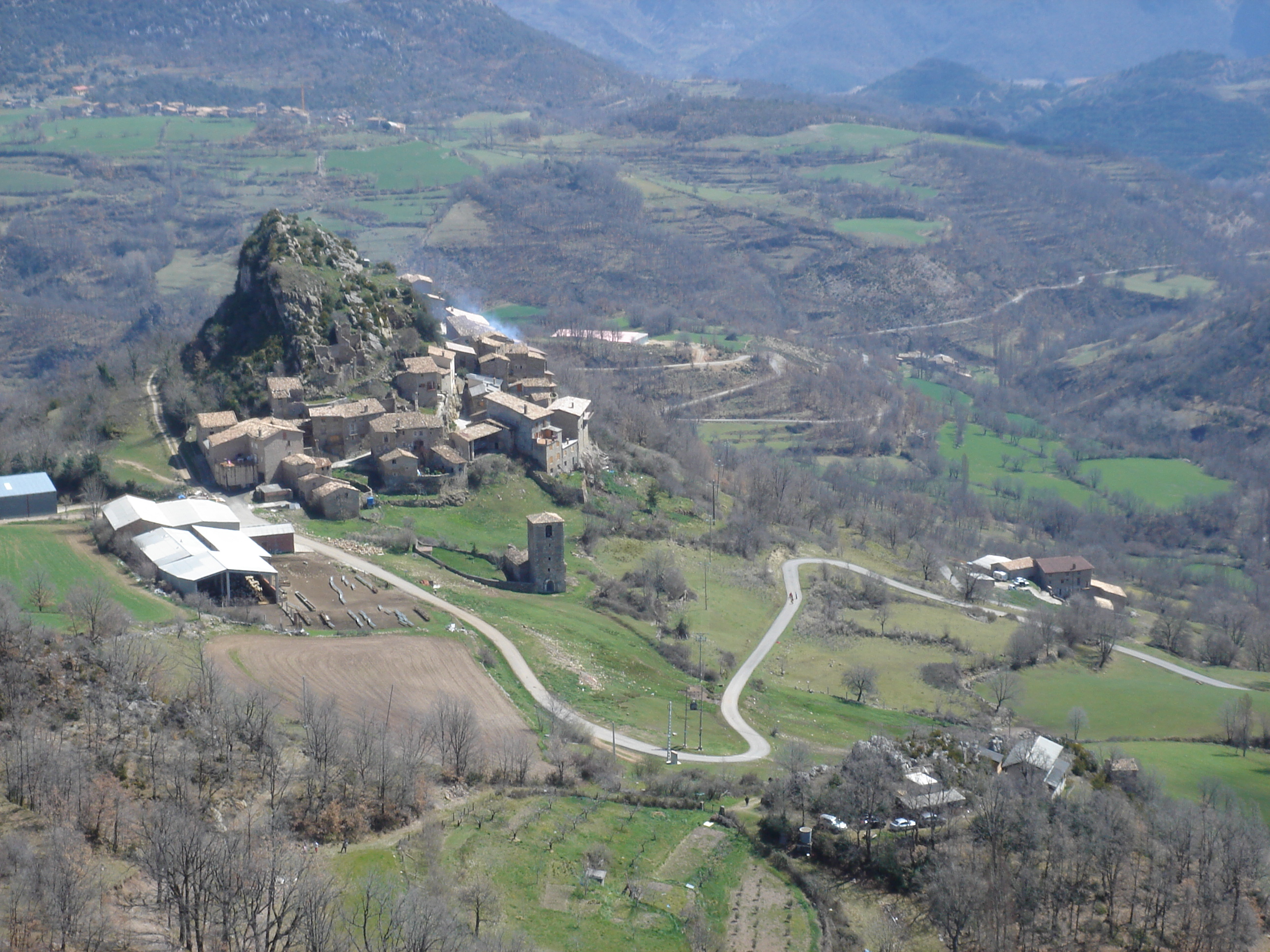
Betesa

Arén (katalanisch Areny de Noguera) ist eine katalanischsprachige, der Franja de Aragón zugehörige Gemeinde in der Provinz Huesca in der Autonomen Gemeinschaft Aragonien in Spanien. Sie liegt in den Vorpyrenäen in der Comarca Ribagorza an der Straße N-230 westlich des Flusses Noguera Ribagorzana.

## Gemeindegebiet
Die Gemeinde umfasst die (teilweise nicht mehr bewohnten) Ortschaften
- Frühere Gemeinde Arén:

Arén, Campamento de Arén, Sobrecastell, Berganuy, Claraválls, Puifel und Soliva.
- Frühere Gemeinde Cornudella de Baliera:

Rivera de Vall, San Martín, El Sas, Casa Consistorial, Puimolar, L'Hostalet, Vilaplana, Soperún, Iscles, Suerri und Tresserra.
- Frühere Gemeinde Betesa:

Betesa, Santa Eulalia, Los Molins de Betesa und Obís.

## Geschichte
Bis zum Ende des 18. Jahrhunderts stand in Arén eine Garnison, die dann nach Benasque verlegt wurde. Die frühere Gemeinde Cornudella de Baliera ist im Jahr 1965 eingegliedert worden, die frühere Gemeinde Betesa im Jahr 1966.

## Bevölkerungsentwicklung
| 1901 | 1911 | 1921 | 1931 | 1946 | 1954 | 1968 | 1982 | 1991 | 1996 | 2001 | 2004 |
| ---- | ---- | ---- | ---- | ---- | ---- | ---- | ---- | ---- | ---- | ---- | ---- |
| 282  | 283  | 270  | 220  | 211  | 202  | 154  | 158  | 439  | 418  | 366  | 364  |

## Wirtschaft
Vorherrschend sind Viehzucht und Ackerbau; daneben hat der Tourismus an Bedeutung gewonnen.
Es bestehen Restaurants, die auch dem Durchgangsverkehr per Auto dienen.

## Sprache
An den Geschäften und Restaurants überwiegen Beschilderungen in katalanischer Sprache.

## Sehenswürdigkeiten
- Das alte Gouverneurshaus mit dem Centro Historico de la Ribagorza (1995 eingeweiht).
- Die große spätbarocke Pfarrkirche San Martín.
- Einsiedeleien von Rigatell und Santa Eulàlia (Betesa).
- Verschiedene prähistorische Denkmäler im Gemeindegebiet (Dolmen und ein Menhir).
- Überreste einer Burg aus dem 10. Jahrhundert.